# Santa Margherita Ligure
Santa Margherita Ligure – miejscowość i gmina we Włoszech, w regionie Liguria, w prowincji Genua.
Według danych na rok 2004 gminę zamieszkiwały 10 393 osoby, 1154,8 os./km².
W miejscowości znajduje się stacja kolejowa Santa Margherita Ligure-Portofino.
W 1935 w Santa Margherita Ligure zmarł polski malarz Jan Bohuszewicz.